# Општина Нестрам
Општина Нестрам (грч. Δήμος Νεστορίου, Димос Несториу) је општина у Грчкој у Костурском округу, периферија Западна Македонија. Административни центар је насеље Нестрам.

## Насељена места
Општина Нестрам је формирана 1. јануара 2011. године спајањем 4 некадашњих административних јединица: Нестрам, Акритес, Аренес и Грамушта.
- Општинска јединица Нестрам: Нестрам, Јановени, Омотско, Пилкати, Радигоже, Слимница, Стенско, Тухољ, Дреничево, Граче, Доње Граче, Нови Котелци, Пчелско
- Општинска јединица Акритес: Ревани, Зеленград, Калевишта, Грлени, Крчишта, Шак
- Општинска јединица Аренес: Борботско, Жужељ, Слатина, Висанско
- Општинска јединица Грамушта: Грамушта